# Autorità della Grande Londra
La Greater London Authority (GLA, talvolta in italiano Autorità della Grande Londra) è l'ente pubblico che amministra Londra ed è composta dal sindaco di Londra e i 25 membri dell'Assemblea di Londra. L'attuale sindaco, eletto il 6 maggio 2016, è Sadiq Khan del Partito Laburista.

## Finalità
La Greater London Authority è stata creata per migliorare la coordinazione tra i distretti della città e il ruolo del sindaco, per dare a Londra un rappresentante unico. Il sindaco propone una politica e amministra le finanze della Greater London Authority, facendo affidamento ai corpi strategici della città per i trasporti (Transport for London) e per lo sviluppo economico (London Development Agency).
Una delle prime finalità dell'Assemblea di Londra è vigilare sul sindaco e votare le sue decisioni, come votare il bilancio annuale dell'Autorità.
La sede della Greater London Authority è nella City Hall, sul Tamigi, nei pressi del Tower Bridge.

## Storia
Nel 1986 ci fu l'abolizione del Consiglio della Grande Londra, da parte del governo conservatore di Margaret Thatcher. In molti supposero che la decisione venne presa per via della costosa amministrazione da parte dei laburisti di Ken Livingstone, anche se le spinte per l'abolizione del Consiglio erano iniziate prima che Livingstone occupasse la carica, e venne indirizzata principalmente dalla convinzione tra i consigli dei borough esterni di Londra, che essi potevano svolgere le funzioni del Consiglio altrettanto bene.
All'atto della sua abolizione, le funzioni strategiche del Consiglio della Grande Londra vennero trasferite a organismi controllati dal governo centrale o a tavoli congiunti nominati dal consiglio dei Borough di Londra. Alcune delle funzioni di prestazione dei servizi vennero trasferite ai consigli stessi. Per i 14 anni seguenti non ci fu un singolo organo eletto per l'intera Londra. Il Partito Laburista non appoggiò mai l'abolizione del Greater London Council, e inserì nella sua politica la ricostituzione di una qualche forma di autorità eletta a livello cittadino.
I laburisti adottarono una politica che prevedeva un singolo sindaco eletto direttamente (politica suggerita per la prima volta da Tony Banks nel 1990), assieme a un'assemblea eletta, che lo controllasse; questo modello, basato su quello delle città statunitensi, mirava in parte a rendere certo che il nuovo organismo somigliasse il meno possibile al GLC. Dopo che i laburisti vinsero le elezioni generali del 1997, la politica venne delineata in un libro bianco intitolato A Mayor and Assembly for London (marzo 1998).
Nel maggio 1998, simultaneamente alle elezioni per i consigli dei Borough di Londra, si svolse un referendum sull'istituzione del GLA, che venne approvato con il 72% dei voti favorevoli. Il Greater London Authority Act 1999 passò attraverso il parlamento, ricevendo l'assenso reale nell'ottobre 1999. Nel corso di una controversa campagna elettorale, il primo ministro dell'epoca, Tony Blair, tentò di bloccare la candidatura di Livingstone e impose un suo candidato. Per reazione, Livingstone lasciò il Partito Laburista e nel marzo 2000 venne eletto sindaco di Londra come candidato indipendente. A seguito di un periodo ad interim in cui il sindaco e l'assemblea erano stati eletti ma erano privi di poteri, la GLA venne istituita formalmente il 3 luglio 2000. Quello stesso anno l'Art Director Gavin Lester disegnò il logo ufficiale di Londra.
Nel novembre 2005, il governò pubblicò un documento consultivo che rivedeva i poteri della Greater London Authority, avanzando proposte per poteri addizionali, tra cui gestione dei rifiuti, pianificazione, abitazioni e istruzione. Il risultato della consultazione e la proposta finale vennero pubblicati dal Department for Communities and Local Government il 13 luglio 2006.

## Poteri e funzioni

### Organi funzionali

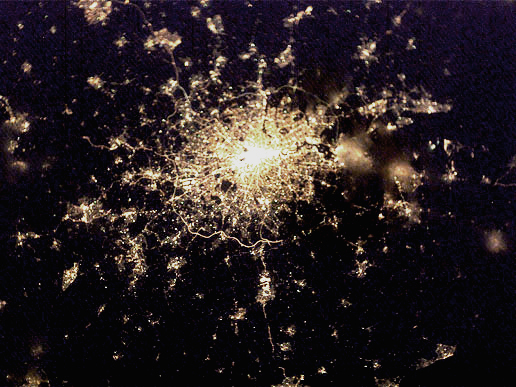
Veduta notturna di Londra dalla Stazione spaziale internazionale.

Settori sui quali la Greater London Authority ha responsabilità comprendono trasporti, polizia, incendi e soccorso, sviluppo e pianificazione strategica.
La Greater London Authority non fornisce direttamente alcun servizio. Il suo lavoro viene invece svolto da quattro organi funzionali, posti sotto l'ombrello della Greater London Authority, e che lavorano su indicazione del sindaco e dell'assemblea. Questi organi funzionali sono:
- Transport for London (TfL) -- Responsabile della gestione di molti aspetti del sistema di trasporti di Londra, compreso il trasporto pubblico, le strade principali, la gestione del traffico e l'amministrazione della London congestion charge.
- Metropolitan Police Authority (MPA) -- Responsabile della supervisione del Metropolitan Police Service, che fornisce la pubblica sicurezza in tutta la Grande Londra.
- London Fire and Emergency Planning Authority (LFEPA) -- Che amministra la London Fire Brigade e coordina la pianificazione delle emergenze.
- London Development Agency (LDA) -- Che promuove lo sviluppo di Londra.

## Controllo politico
Dopo le elezioni del 2008 la maggioranza dell'Assemblea è Conservatrice (11 membri), seguita dai Laburisti (8 membri), Liberal Democratici (3 membri), Verdi (2 membri), British National Party (1 membro).
Dopo le elezioni del 2012 la composizione dell'Assemblea risulta a maggioranza laburista con 12 membri su 25.